# 董康
董 康（とう こう）は、清末民初の政治家・法学者。旧名は寿金。字は授経。号は誦芬主人。北京政府の要人。後に中華民国臨時政府、南京国民政府（汪兆銘政権）にも参加した。

## 事績

### 北京政府での活動
22歳で挙人、1890年（光緒16年）に進士となり、刑部主事を授かった。以後、刑部で各職を歴任している。1902年（光緒28年）からは、法律館提調兼京師法律学堂教務提調、憲政編査館科員、大理院刑庭推事、大理院推丞等を歴任した。この間に、憲法大綱を編纂し、1908年（光緒34年）、清朝により試行されている。1911年（宣統3年）、辛亥革命が勃発すると、日本へ留学し、法律を専攻した。
1914年（民国3年）2月に帰国し、大理院院長署理に任命された。5月、法律編査会副会長兼中央文官高等懲戒委員会委員長となる。8月、正式に大理院院長に任命された。1915年（民国4年）、法典編纂会副会長を兼任する。11月には、全国選挙資格審査会会長となる。1917年（民国6年）11月、大理院地方捕獲審検庁庁長を兼任した。翌年7月、王寵恵とともに、修訂法律館総裁に任命された。
1920年（民国9年）8月、董康は靳雲鵬内閣において司法総長に任命された。この間に、司法官の綱紀粛正につとめたほか、民事訴訟法の改正を行っている。翌年12月、王寵恵が後任の司法総長に任じられたが、就任しなかったため、1922年（民国11年）4月まで、董が総長事務を代理している。
同年の2月、董康は内外短期公債審査委員会委員長に任じられ、用途不明など問題のある公債に審査を加えた。5月、周自斉臨時内閣において財政総長署理をつとめた。しかし、給与引上げを求める政府職員団体の暴力行為で負傷したため、失意と憤懣により8月、辞任した。まもなく大理院長に任ぜられたが、院長の事務をとることなく欧米へ商務・実業の視察に向かう。フランスにあった間に、フランスの国家図書館において唐代の法律資料を収集している。

### 上海での活動

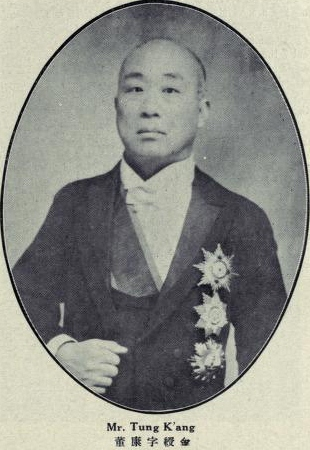
上海時代の董康
Who's Who in China 3rd ed. (1925)

翌年帰国後の董康は、大理院長代理をつとめていた余棨昌に職務を引き継ぎ、まもなく上海に移った。以後、法律研究に専念し、1924年（民国13年）からは、東呉大学で法律を教授した。
1926年（民国15年）、国民革命軍が北伐により江西省に入り、上海を支配していた孫伝芳とこれを救援しようとする奉天派の軍隊との衝突が発生しかける。董康は、江蘇・浙江両省の代表として、孫に停戦を求めた。同年11月には、江西を加えた三省の民間有力者とともに三省連合会委員会議が召集され、董康が主席に推戴された。董は引き続き孫と奉天派の張作霖に対して軍事行動の停止を呼びかけている。しかし翌月、孫の強硬な軍事統制によって三省連合会は禁止され、董は日本に亡命した。
1927年（民国16年）5月、董康は帰国し、上海法科大学校長、東呉大学法学院院長などを歴任した。1931年（民国20年）には、中国国民党法官訓練所教務主任、所長もつとめている。また、日本でも董康の法学者としての名声は高く、董康は招聘に応じて中国古代刑法の講義のため日本にも赴いている。1933年（民国22年）、北平に移り、北京大学法科、国学研究所の教授をつとめた。

### 親日政府での活動
1937年（民国26年）12月14日、王克敏が中華民国臨時政府を創設すると、董康は臨時政府常務委員（議政委員会常務委員）兼司法委員会委員長に特任された。翌1938年（民国27年）2月19日に最高法院院長（特任官）、6月18日に中央公務員懲戒委員会委員長（特任官）を、それぞれ兼任している。
1940年（民国29年）3月30日、南京国民政府（汪兆銘政権）に臨時政府が合流し、華北政務委員会に改組される。同日、董康は同委員会委員に特派されたが、常務委員にはならなかった。国民政府中央でも、国民政府委員のみの就任に留まっている。同年6月6日、王克敏が政治的対立により華北政務委員会委員長を辞職すると、董も追随して一線から退いた。以後、病気のため療養生活に入る。敗戦後においても董は病気療養が継続していたため、蔣介石の国民政府により直ちに裁判に付されることはなかった。
1947年（民国36年）、北平で病没。享年81。